# Crosby (circonscription britannique)
Pour les articles homonymes, voir Crosby.

Carte de la circonscription de Crosby au sein du Merseyside en 2005.

Crosby est une ancienne circonscription électorale britannique située dans le Merseyside, en Angleterre. Elle doit son nom à la ville côtière de Crosby.

## Histoire
Créée en 1950 à partir de la circonscription de Waterloo (en), elle disparaît en 2010 au profit de celles de Sefton Central et Bootle. Elle constitue un bastion du Parti conservateur durant la majeure partie de son histoire, jusqu'à la victoire de la social-démocrate Shirley Williams lors de l'élection partielle de 1981. Cependant, les conservateurs reprennent le siège dès les élections générales de 1983. Le Parti travailliste Claire Curtis-Thomas (en) le remporte aux élections générales de 1997 et le conserve jusqu'à sa disparition.

## Liste des députés de Crosby
- 1950 : Malcolm Bullock (en) (Parti conservateur)
- 1953 : Graham Page (en) (Parti conservateur)
- 1981 : Shirley Williams (Parti social-démocrate)
- 1983 : Malcolm Thornton (en) (Parti conservateur)
- 1997 : Claire Curtis-Thomas (en) (Parti travailliste)